# León de Plata a la mejor dirección
El León de Plata (en italiano, Leone d'Argento) es el nombre del premio que otorga el jurado del Festival Internacional de Cine de Venecia al mejor director de cada edición. Este premio se viene entregando desde el año 1990.
Este premio toma el relevo del premio a la mejor dirección que se entregó entre los años 1935 y 1938.

## Ganadores del premio a la mejor dirección
| Año  | Director                        | Película                         |
| ---- | ------------------------------- | -------------------------------- |
| 1935 | King Vidor                      | Noche nupcial                    |
| 1936 | Jacques Feyder                  | La Kermés heroica                |
| 1937 | Robert J. Flaherty Zoltan Korda | Sabu-Toomai, el de los elefantes |
| 1938 | Carl Froelich                   | Heimat                           |

## Ganadores del León de Plata a la mejor dirección
| Año  | Director             | Película                           |
| ---- | -------------------- | ---------------------------------- |
| 1990 | Martin Scorsese      | Goodfellas                         |
| 1992 | Bigas Luna           | Jamón, jamón                       |
| 1994 | Gianni Amelio        | Lamerica                           |
| 1995 | Abolfazi Jalili      | Det Yani Dokhtar                   |
| 1996 | Kenneth Branagh      | En lo más crudo del crudo invierno |
| 1997 | Hirokazu Koreeda     | Maboroshi no hikari                |
| 1998 | Emir Kusturica       | Gato negro, gato blanco            |
| 1999 | Zhang Yuan           | Diecisiete años                    |
| 2003 | Takeshi Kitano       | Zatōichi                           |
| 2004 | Kim Ki-duk           | Hierro 3                           |
| 2005 | Philippe Garrel      | Les Amants Réguliers               |
| 2006 | Alain Resnais        | Private Fears in Public Places     |
| 2007 | Brian De Palma       | Redacted                           |
| 2008 | Alekséi Guerman Jr.  | Paper Soldier                      |
| 2009 | Shirin Neshat        | Women Without Men                  |
| 2010 | Álex de la Iglesia   | Balada triste de trompeta          |
| 2011 | Cai Shangjun         | Ren Shan Ren Hai                   |
| 2012 | Paul Thomas Anderson | The Master                         |
| 2013 | Alexandros Avranas   | Miss Violence                      |
| 2014 | Andréi Konchalovski  | El cartero de las noches blancas   |
| 2015 | Pablo Trapero        | El Clan                            |
| 2016 | Amat Escalante       | La región salvaje                  |
| 2017 | Xavier Legrand       | Custodia compartida                |
| 2018 | Jacques Audiard      | The sisters Brothers               |
| 2019 | Roy Andersson        | Om det oändliga                    |
| 2020 | Michel Franco        | Nuevo Orden                        |

## Premios desaparecidos

### Premio León de Plata (1953–1994)
De 1953 a 1957, el Silver Lion fue galardonado con varias películas nominadas para el León de Oro como segundo premio. Desde 1988, León de Plata ha sido otorgado a una o más películas nominadas para el León de Oro.
- 1953
  - Little Fugitive por Raymond Abrashkin, Morris Engel y Ruth Orkin
  - Moulin Rouge por John Huston
  - Sadko por Aleksandr Ptushko
  - Thérèse Raquin por Marcel Carné
  - Ugetsu por Kenji Mizoguchi
  - I Vitelloni por Federico Fellini
- 1954
  - On the Waterfront por Elia Kazan
  - Sansho the Bailiff por Kenji Mizoguchi
  - Seven Samurai por Akira Kurosawa
  - La Strada por Federico Fellini
- 1955
  - Le Amiche por Michelangelo Antonioni
  - The Big Knife por Robert Aldrich
  - Ciske de Rat por Wolfgang Staudte
  - The Grasshopper por Samson Samsonov
- 1956 – no otorgado
- 1957 – Le Notti Bianche por Luchino Visconti
- 1988 – Paisaje en la niebla por Theo Angelopoulos
- 1989
  - Recordações da Casa Amarela por João César Monteiro
  - La muerte de un maestro de té por Kei Kumai
- 1990 – no otorgado
- 1991
  - Dà Hóng Dēnglóng Gāogāo Guà por Zhang Yimou
  - The Fisher King por Terry Gilliam
  - J'entends plus la guitare por Philippe Garrel
- 1992
  - Hotel de lux por Dan Pița
  - Jamón Jamón por Bigas Luna
  - Un cœur en hiver por Claude Sautet
- 1993 – Kosh ba kosh por Bakhtyar Khudojnazarov
- 1994
  - Heavenly Creatures por Peter Jackson
  - Little Odessa por James Gray
  - Il toro por Carlo Mazzacurati

### León de plata al mejor primer trabajo (1982)
- 1982[1]
  - Sciopèn por Luciano Odorisio
  - The Hes Case (De smaak van water) por Orlow Seunke

### León de Plata a la mejor primera película (1983–1987)
- 1983 – Sugar Cane Alley por Euzhan Palcy
- 1984 – Sonatine por Micheline Lanctôt
- 1985 – Dust por Marion Hänsel
- 1986 – La película del rey por Carlos Sorín
- 1987 – Maurice por James Ivory

### León de Plata al mejor guion (1990)
- 1990 – Sirup por Helle Ryslinge

### León de Plata al mejor corto (1996–2007)
- 1996 – O Tamaiti por Sima Urale
- 1999 – Portrait of a Young Man Drowning por Teboho Mahlatsi
- 2000 – A Telephone Call for Genevieve Snow por Peter Long
- 2001 – Freunde por Jan Krüger
- 2002 – Clown por Irina Evteeva
- 2003 – Neft por Murad Ibragimbekov
- 2004 – Signe d'appartenance por Kamel Cherif
- 2005 – Xiaozhan por Chien-ping Lin
- 2006 – Comment on freine dans une descente? por Alix Delaporte
- 2007 – Dog Altogether por Paddy Considine

### León de Plata a la revelación (2006)
- 2006 – Emanuele Crialese por Nuovomondo